# Vermont/Sunset

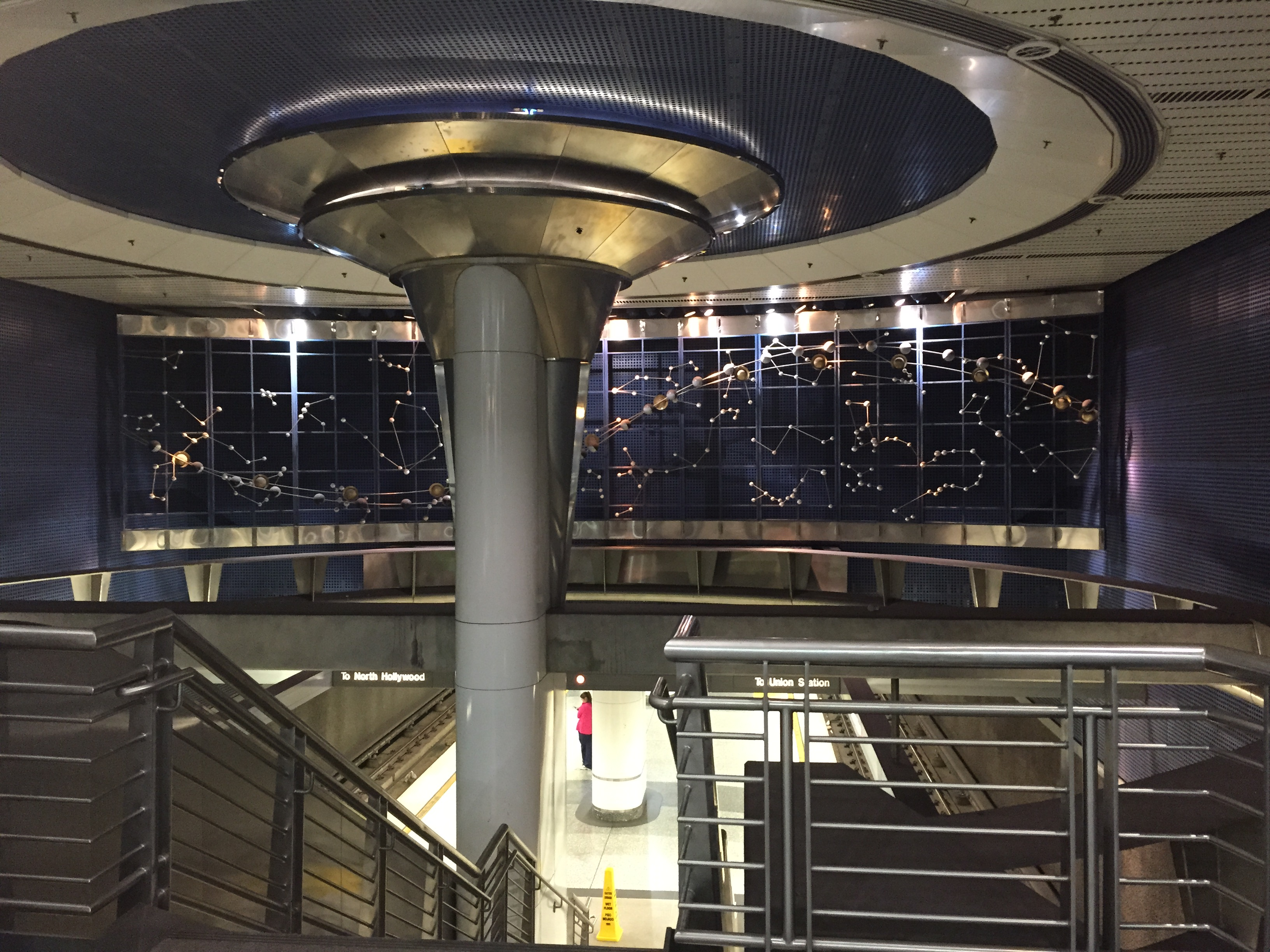
Zdobienia stacji metra Vermont/Sunset (2016)

Vermont/Sunset – stacja linii B metra w Los Angeles. Główne wejście znajduje się przy skrzyżowaniu Vermont Avenue i Sunset Boulevard. Stacja znajduje się pomiędzy dzielnicami Los Feliz, Silver Lake i Little Armenia.

## Godziny kursowania
Pociągi linii B kursują codziennie, w przybliżeniu pomiędzy 5:00 a 0:45.

## Połączenia autobusowe
Od 11 grudnia 2022 dostępne są następujące połączenia:

### Metro
- Metro Local: 2, 182, 204, 206, 217 (tylko późno w nocy)
- Metro Rapid: 754

### Inni lokalni przewoźnicy
- LADOT DASH: Hollywood, Los Feliz, Griffith Observatory Shuttle

## Wystrój stacji
Wystrój stacji nawiązuje do znajdujących się w pobliżu kilku szpitali, utrzymany jest w chłodnej, niebieskiej kolorystyce.